# Carato
El carato es una bebida refrescante hecha a base de maíz molido o arroz, aunque también se suele preparar con pulpa de frutas como la piña y la guanábana.
Se le atribuye un origen indígena. En Venezuela, por su ocasional preparación a base de arroz, se le suele confundir con la chicha criolla, con la diferencia que el carato tiene como ingredientes más elementos frutales, especias y hierbas. En Caracas, durante la época colonial predominaba el carato de acupe, o de maíz ligeramente fermentado con pimienta de guayabita. Su consumo se habituaba en las plazas caraqueñas, y era muy apreciado por los hacendados y dueños de casonas. En la península de Paria aún se suele preparar una versión con ocumo chino. En el delta del Orinoco es más tradicional el hecho con la fruta de la palma de moriche. En los llanos también es tradicional el carato de mango, mientras que en el centro occidente del país se prepara una modalidad con base de arroz y de menor espesor que la chicha, a la que se le llama "caratillo".

Carato (Chile): dícese de un artículo de alto valor económico comprado a un precio menor al 50% de su valor habitual (véase "una ganga").